# Флора Индии

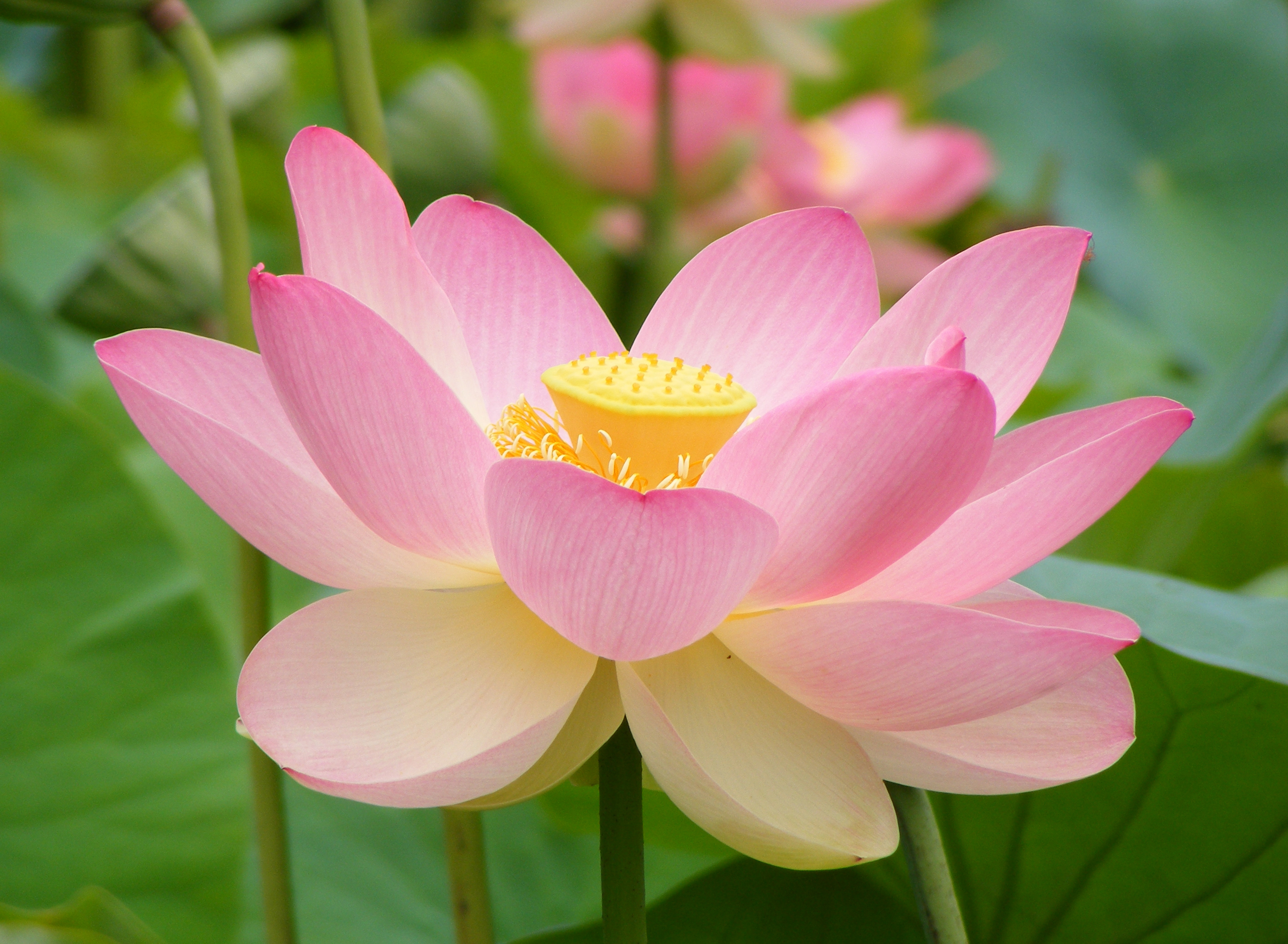
Лотос орехоносный

Флора Индии является одной из самых богатых в мире благодаря широкому спектру климата, топографии и среды обитания в стране. По оценкам, в Индии насчитывается более 18 000 видов цветковых растений, которые составляют примерно 6-7 процентов от общего числа видов растений в мире. Индия является домом для более чем 50 000 видов растений, включая различных эндемиков. Использование растений в качестве источника лекарственных средств было неотъемлемой частью жизни в Индии с самых ранних времён. Существует более 3000 видов индийских растений, официально зарегистрированных в восьми основных флористических регионах: западные Гималаи, Восточные Гималаи, Ассам, равнина Инда, равнина Ганга, Декан, Малабар и Андаманские острова.

## Леса и ресурсы дикой природы
В 1992 году около 743534 км² земли в стране были покрыты лесами, из которых 92 % принадлежало правительству. Только 22,7 процента земли покрыто лесами по сравнению с рекомендованными 33 процентами в резолюции 1952 года «О национальной лесной политике». Большинство деревьев — широколиственные. Хвойные растения встречаются в северных высокогорных районах и включают сосны, можжевельники и деодары. Лесной покров Индии простирается от тропических лесов Андаманских островов до хвойных лесов Гималаев. Между этими крайними точками лежат влажные лиственные леса Восточной Индии с преобладанием солей. Также в холмистых регионах Индии широко распространены сосны, пихты, ели, кедры, лиственницы и кипарисы.